# Municipio Libertador (Sucre)
Libertador es uno de los 15 municipios del Estado Sucre, Venezuela. Está ubicado al este de ese Estado en la Península de Paria, tiene 237 km² y una población (censo 2011) de 12 586 habitantes. Su capital es Tunapuy.
Su economía se basa en la agricultura, con cultivos de cacao, ocumo chino, maíz, auyama y frutas, así como en la cría de búfalos, entre otros rubros.

## Geografía
El territorio se caracteriza por ser, en su sección norte, un área montañosa, mientras que el resto del municipio corresponde a una planicie cenagosa dominada por la sabana Venturini. El caño Ajíes es el principal curso de agua. La zona sur del municipio se encuentra protegida por el parque nacional Turuépano.

### Organización parroquial
| Parroquia            | Superficie | Población (2011) | Densidad       |
| -------------------- | ---------- | ---------------- | -------------- |
| Campo Elías          | km²        | hab.             | hab./km²       |
| Tunapui              | km²        | hab.             | hab./km²       |
| Municipio Libertador | 237 km²    | 9.586 hab.       | 40,45 hab./km² |

## Política y gobierno

### Alcaldes
| Período     | Alcalde                  | Partido político / Alianza | % de votos | Notas |
| ----------- | ------------------------ | -------------------------- | ---------- | --- |
| 1989 - 1992 | Luis Aliendres Hernández | AD                         | 74,01      | Primer alcalde bajo elecciones directas |
| 1992 - 1995 | Nancy Díaz Rivera        | AD                         | 45,73      | Segundo alcalde bajo elecciones directas |
| 1995 - 2000 | Lilian Guilarte Rojas    | AD                         | -          | Tercer alcalde bajo elecciones directas (se realizaron elecciones generales adelantadas en el 2000 debido a la aprobación de la Constitución de 1999) |
| 2000 - 2004 | Manuel Ferrer            | AD                         | 55,78      | Cuarto alcalde bajo elecciones directas |
| 2004 - 2008 | Manuel Ferrer            | PODEMOS                    | 59,73      | Reelecto |
| 2008 - 2013 | Isrrael Arroyo           | PSUV                       | 52,99      | Quinto alcalde bajo elecciones directas (se postergan 1 año las elecciones municipales pautadas para finales del 2012)                                |
| 2013 - 2017 | Rhode Bello              | PSUV                       | 40,38      | Sexto alcalde Bajo Elecciones Directas |
| 2017 - 2021 | Nelson Aliendres         | PSUV                       | 56,09      | Séptimo alcalde Bajo Elecciones Directas |
| 2021 - 2025 | Yerika Rivera Gil        | PSUV                       | 56,02      | Octavo alcalde Bajo Elecciones Directas |

### Concejo municipal
Período 1989 - 1992
| Concejales:             | Partido político / Alianza |
| ----------------------- | -------------------------- |
| José Miguel Alfonsi     | AD                         |
| Nancy Díaz Rivera       | AD                         |
| Angel Custodio Ortega   | AD                         |
| José Rodríguez          | AD                         |
| Ismael Arroyo Caballero | COPEI                      |

Período 1992 - 1995
| Concejales:           | Partido político / Alianza |
| --------------------- | -------------------------- |
| Juan Rodríguez        | AD                         |
| Angel Custodio Ortega | AD                         |
| Eufrasio Fernández    | AD                         |
| Augustino Pino        | COPEI                      |
| Modesto Morao         | MAS                        |

Período 1995 - 2000
| Concejales:              | Partido político / Alianza |
| ------------------------ | -------------------------- |
| Federico Yanez           | AD                         |
| Lino Marcano             | AD                         |
| Luis Aliendres Hernandez | AD                         |
| Eufrasio Fernández       | MAS                        |
| Eriberto García          | CONVERGENCIA               |

Período  2013 - 2018:
| Concejales             | Partido político / Alianza |
| ---------------------- | -------------------------- |
| Frank Carrera          | PSUV                       |
| Jose Velasquez         | PSUV                       |
| Niover Gil Mata        | PSUV                       |
| Vicente García         | VBR                        |
| Denny "Bubba" Figueroa | VBR                        |

Período 2018 - 2021
| Concejales          | Partido político / Alianza |
| ------------------- | -------------------------- |
| David Camacaro      | PSUV                       |
| Zorangie Valderrama | PSUV                       |
| Freddy Ovalles      | PSUV                       |
| Eglinis Espinoza    | PSUV                       |
| Albert Ugas         | PSUV                       |

Período 2021 - 2025
| Concejales         | Partido político / Alianza |
| ------------------ | -------------------------- |
| Pablo Brazon       | PSUV                       |
| Luisa Coraspe      | PSUV                       |
| Engels Moreno      | PSUV                       |
| Eglinis Espinoza   | PSUV                       |
| Bladimir Hernández | MUD                        |